# Yocci
Yoshiko Noda, nota come Yocci (Osaka, 31 dicembre 1980), è un'illustratrice, giornalista e blogger giapponese che vive attualmente in Italia.
Laureata in pittura presso l'Università di Belle Arti di Osaka e l'Accademia di belle arti di Bologna, dal 2006 tiene una rubrica sul settimanale Internazionale.
Ha vinto numerosi premi e i suoi lavori sono stati esposti in Italia e in Giappone.